# Za friko (singel)
Za friko – drugi i ostatni singel z piątego studyjnego albumu Krzysztofa "K.A.S.Y." Kasowskiego pt. Za friko. Zawiera 2 wersje utworu Za friko, 2 remiksy utworu Zostań po koncercie i nową wersję utworu Dżu-dżu z 2002 roku. Do albumowej wersji utworu Za friko powstał teledysk.

## Lista utworów
Opracowano na podstawie materiału źródłowego. Na okładce nie wymieniono długości trwania poszczególnych utworów.
1. Za friko (radio edit)
2. Za friko (album version)
3. Zostań po koncercie (Remix Radio Video by Groove Mind)
4. Zostań po koncercie (Remix Kloob by Groove Mind)
5. Dżu-dżu 2002

## Twórcy
- Krzysztof Kasowski – śpiew, muzyka, teksty, aranżacje, gitary, miksowanie
- Olissa Rae – śpiew, tłumaczenie na suahili
- Zhino Zolana – gitara
- Paweł Mazurczak – kontrabas
- Włodzimierz Kiniorski – saksofon sopranowy
- Izabela Janicka-Jończyk – menadżerka
- Grzegorz "Olo" Detka – mastering i miksowanie
- Jacek Gawłowski – mastering
- Edyta Stępniak – charakteryzacja na okładce
- Hubert Skoczek – projekt okładki
- Szymon Kobusiński – zdjęcia na okładce